# Jürgen Milewski
Jürgen Milewski (ur. 19 października 1957 w Hanowerze) – były niemiecki piłkarz występujący na pozycji napastnika.

## Kariera klubowa
Milewski zawodową karierę rozpoczynał w Hannoverze 96. W Bundeslidze zadebiutował 10 kwietnia 1976 w przegranym 0:1 meczu z Herthą Berlin. 17 kwietnia 1976 w wygranym 2:0 spotkaniu z Eintrachtem Brunszwik zdobył pierwszą bramkę w trakcie gry w Bundeslidze. W sezonie 1975/1976 zajął z klubem 16. miejsce w lidze i spadł z nim do 2. Bundesligi.
W 1978 roku Milewski podpisał kontrakt z pierwszoligową Herthą Berlin. Pierwszy ligowy mecz w jej barwach zaliczył 12 sierpnia 1978 przeciwko SV Darmstadt 98 (0:0). W 1979 roku dotarł z klubem do finału Pucharu Niemiec, jednak Hertha przegrała tam 0:1 z Fortuną Düsseldorf.
W grudniu 1979 Milewski przeszedł do Hamburgera SV, również grającego w Bundeslidze. Pierwszy ligowy występ zanotował tam 8 grudnia 1979 w wygranym 3:0 spotkaniu z Bayerem 04 Leverkusen. W HSV spędził 5,5 roku. W tym czasie zdobył z klubem dwa mistrzostwa Niemiec (1982, 1983) oraz Puchar Europy (1983). Wywalczył z nim także trzy wicemistrzostwa Niemiec (1980, 1981, 1984), a także zagrał w finale Pucharu Europy (1980, 0:1 z Nottingham Forest) oraz Pucharu UEFA (1982, 0:4 w dwumeczu z IFK Göteborg).
W 1985 roku Milewski wyjechał do Francji, gdzie został graczem drugoligowego AS Saint-Étienne. W sezonie 1985/1986 awansował z nim do ekstraklasy. Tam spędził jeszcze dwa sezony. W 1988 roku powrócił do Niemiec. Przez sezon 1988/1989 grał w Hamburger SV amateure, a potem zakończył karierę.

## Kariera reprezentacyjna
W reprezentacji Niemiec Milewski zadebiutował 18 listopada 1981 w wygranym 8:0 meczu eliminacji Mistrzostw Świata 1982 z Albanią. Do 1984 roku w kadrze rozegrał 3 spotkania.